# Hedras Ramos
Hedras David Ramos Velásquez (Ciudad de Guatemala, 3 de febrero de 1992) es un músico guatemalteco.

## Biografía
Nacido en Ciudad de Guatemala en 1992, Ramos inició su carrera musical a una temprana edad aprendiendo a tocar la batería. En 2005, cuando tenía trece años, empezó a interesarse por la ejecución de la guitarra. A los dieciséis años compuso y produjo su primer álbum instrumental, titulado New Sounds, seguido de The Holy Gift of Shred, publicado en 2009. Ese mismo año logró la segunda posición en el concurso de talentos Guitar Idol, celebrado en la ciudad de Londres.

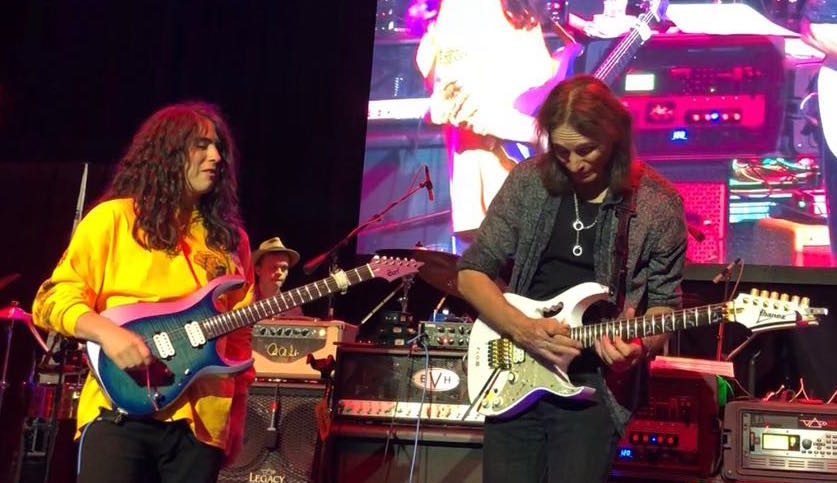
Ramos y Steve Vai (2018).

En 2010 tuvo la oportunidad de servir como acto de apertura de Guns N' Roses en Guatemala durante la gira soporte del álbum Chinese Democracy. Un año después publicó un nuevo trabajo discográfico, titulado Atoms and Space, cuya canción «Insanity of the Atoms» fue utilizada en el videojuego Rock Band. En 2013 participó como guitarrista en el álbum Charlemagne: The Omens of Death del músico y actor Christopher Lee, y en 2016 grabó un solo de guitarra la canción «Don't You Tell Me Not To Play Guitar» junto con más de treinta guitarristas, entre los que destacan Paul Gilbert, Joe Satriani, Steve Morse y Guthrie Govan.
En 2017 lanzó su tercer disco, de nombre The Impressionist. Luego de trasladarse a Los Ángeles en 2018, empezó a dirigir clínicas de guitarra en instituciones artísticas, lo que lo llevó a participar en el evento Big Mama Jamathon, donde tocó junto con Steve Vai. En 2020 publicó un nuevo disco titulado Pagans, seguido de Angels (2022).

## Discografía
- New Sounds (2008)
- The Holy Gift of Shred (2009)
- Atoms And Space (2011)
- Charlemagne: The Omens of Death (2013)
- The Impressionist (2017)
- Pagans (2020)
- Angels (2022)